# Doing It
„Doing It” este un cântec a cântăreței britanice Charli XCX de pe al doilea său album de studio, Sucker (2014). O altă versiune a cântecului împreuna cu cântăreața britanică Rita Ora a fost lansată pe data de 6 februarie 2015 ca și al treilea single. Piesa s-a poziționat pe lucul opt în UK Singles Chart.

## Lista pieselor
- Digital download[3]

1. "Doing It" – 3:48

- Digital download[4]

1. "Doing It" – 3:48
2. "Doing It" (Manhattan Clique Remix) – 3:38

- Digital download – Remixes[5]

1. "Doing It" (A. G. Cook Remix) – 4:00
2. "Doing It" (Westfunk Remix) – 3:23

## Clasamente
| Clasament (2015)                 | Poziție maximă |
| -------------------------------- | -------------- |
| Australia (ARIA)                 | 68             |
| Belgia (Ultratop Flanders)       | 60             |
| Belgia (Ultratop Wallonia)       | 23             |
| Croația (ARC 100)                | 22             |
| Cehia (Rádio)                    | 62             |
| Uniunea Europeană (Billboard)    | 11             |
| Franța (SNEP)                    | 165            |
| Irlanda (IRMA)                   | 23             |
| Israel (Media Forest)            | 1              |
| Scoția (Official Charts Company) | 7              |
| Slovenia (Singles Digitál)       | 34             |
| Regatul Unit (UK Singles)        | 8              |

## Certificări
| Țara         | Companie | Certificații (vânzări) |
| ------------ | -------- | ---------------------- |
| Regatul Unit | (BPI)    | 200,000                |

Note
- reprezintă „disc de argint”;

## Datele lansărilor
| Țară                       | Dată             | Format                 | Casă de discuri | Ref.  |
| -------------------------- | ---------------- | ---------------------- | --------------- | ----- |
| Regatul Unit               | 12 ianuarie 2015 | Contemporary hit radio | Asylum Atlantic | [ 6 ] |
| Statele Unite ale Americii | 3 februarie 2015 | Contemporary hit radio | Atlantic RRP    | [ 7 ] |
| Irlanda                    | 6 februarie 2015 | Descărcare digitală    | Asylum Atlantic | [ 8 ] |
| Regatul Unit               | 8 februarie 2015 | Descărcare digitală    | Asylum Atlantic | [ 3 ] |